# Reduta nr 54

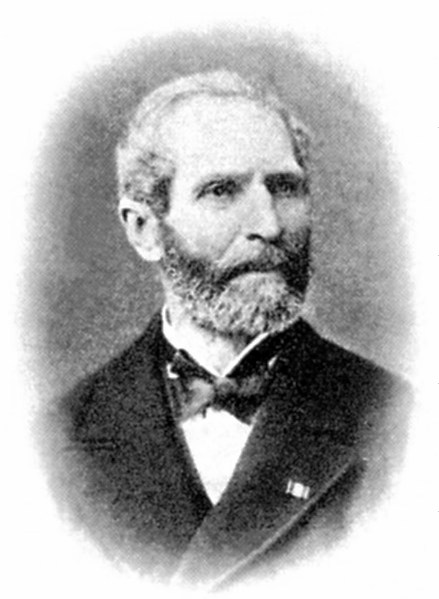
Julian Konstanty Ordon

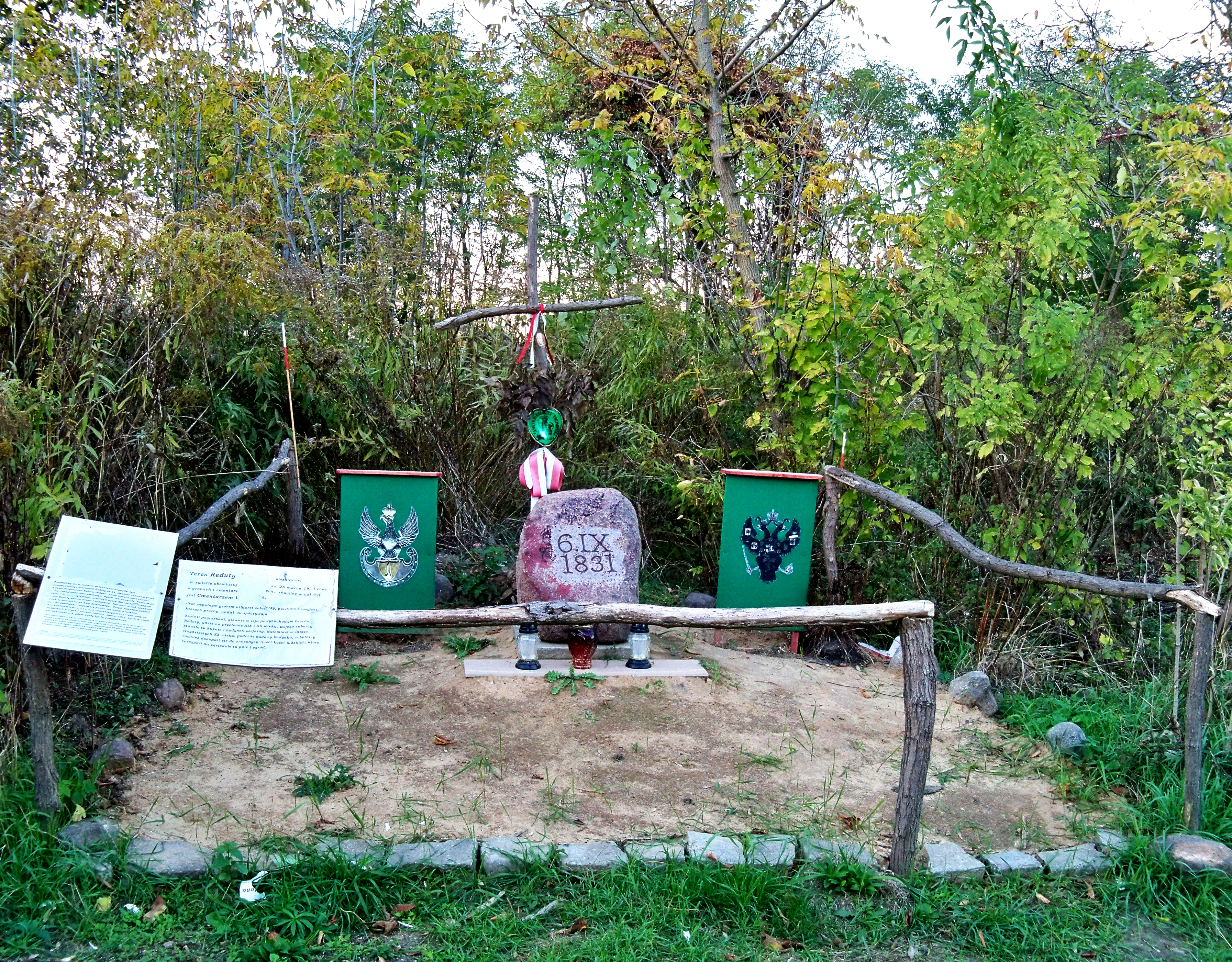
Społecznie postawiony przez Stowarzyszenie Reduta Ordona pomnik jako symboliczny grób żołnierzy polskich i rosyjskich. Ulica Na Bateryjce.

Reduta nr 54 zwana potocznie Redutą Ordona – reduta wchodząca w skład pasa fortyfikacji z okresu powstania listopadowego z 1831 r., osłaniająca z odległości ok. 2 km z lewej strony główne umocnienie w rejonie – szaniec wolski nr 56. Jej obrona i wysadzenie zostały opisane w wierszu Adama Mickiewicza pt. Reduta Ordona, na podstawie opowiadania Stefana Garczyńskiego, naocznego świadka wydarzenia. Decyzją 1256/2016 Mazowieckiego Wojewódzkiego Konserwatora Zabytków z 12 września 2016 Reduta Ordona została wpisana do rejestru zabytków nieruchomych.
Dzieło fortyfikacyjne znajdowało się na ówczesnym południowym krańcu zachodniego przedpola Warszawy. Obecnie obszar ten znajduje się na Ochocie, w pobliżu granicy z Wolą. Tradycja umiejscawiała to miejsce bliżej Woli przy ul. Mszczonowskiej. Nieporozumienie wynikało stąd, iż znajdowała się tam nieobsadzona reduta nr 55. Około 500 m dalej w stronę centrum,
(52°12′57,3001″N 20°57′23,1102″E/52,215917 20,956419) władze carskie w 1841 r. postawiły olbrzymi 11-metrowy obelisk „Zdobywców Warszawy” dla upamiętnienia zwycięstwa nad powstaniem listopadowym. Miejsce zostało wybrane przez Rosjan celowo, aby było widoczne z okien przejeżdżających obok pociągów Kolei Warszawsko-Wiedeńskiej.
Właściwa lokalizacja reduty była znana od 1831 roku z planu umocnień Warszawy, a została potwierdzona podczas badań archeologicznych w 2011 r. Reduta nr 54 znajduje się o kilometr na południe od domniemanego miejsca i leży obecnie w bezpośrednim sąsiedztwie ronda Zesłańców Syberyjskich (dobrze widoczne wzniesienie po stronie południowo-zachodniej ronda), przy ul. Na Bateryjce, przy czym północna część miejsca zajmowanego przez redutę jest już bezpowrotnie stracona, gdyż na jej miejscu, na wysokości o kilka metrów niższej przebiega pas drogowy Alei Jerozolimskich (północna krawędź reduty dochodzi do połowy szerokości trasy). Na przedpolu reduty znajduje się ul. Kurhan, która wzięła swoją nazwę prawdopodobnie od miejsca pierwszego, doraźnego pochówku żołnierzy, głównie rosyjskich, pochowanych przez okoliczną ludność.

## Historia

### Reduta w 1831

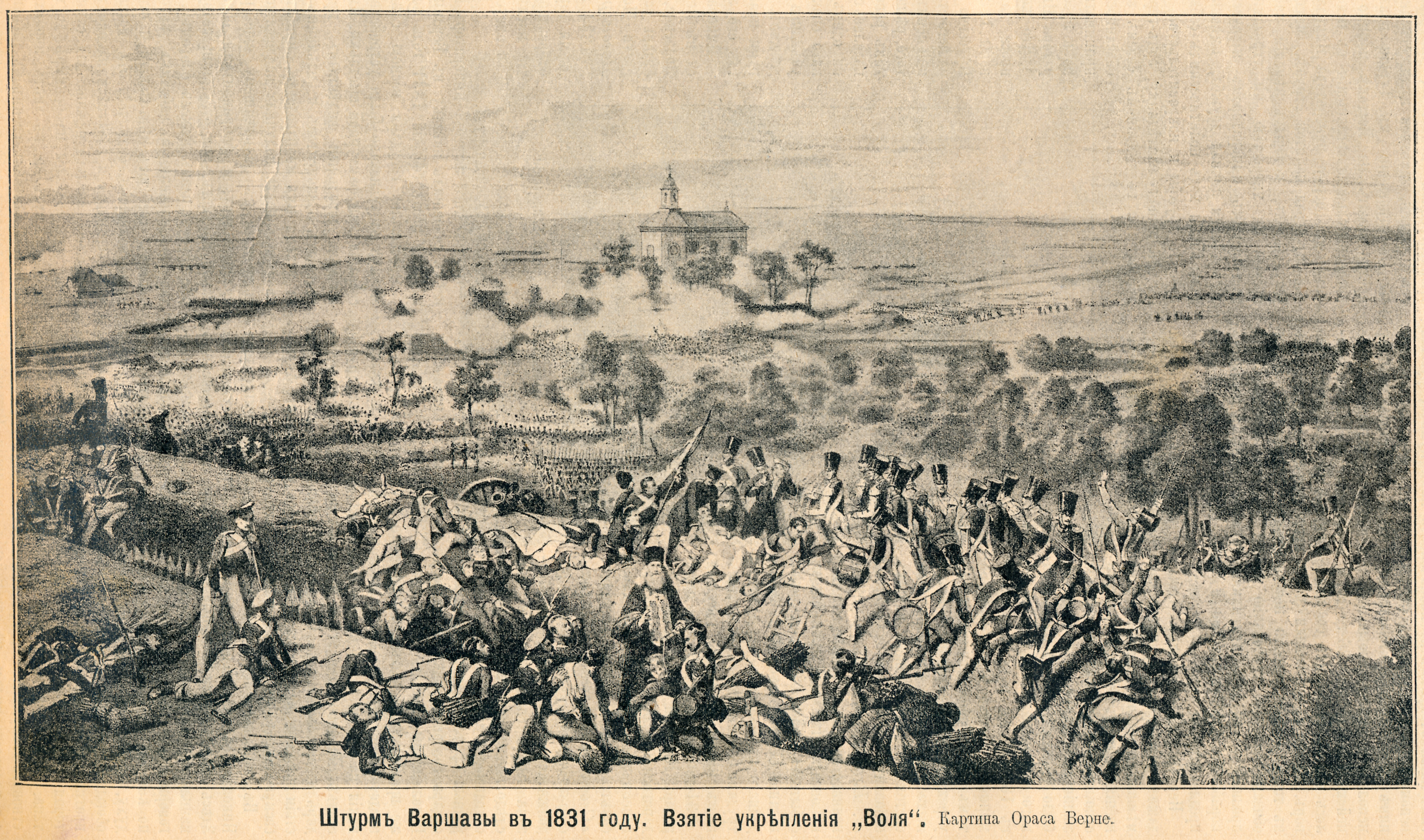
Szturm Woli przez wojska rosyjskie
(według obrazu Horacego Verneta)

6 września 1831 reduta została zaatakowana przez Rosjan pod dowództwem generała Jafimowa.
Ppor. Julian Konstanty Ordon nigdy nie dowodził redutą nr 54, tylko był dowódcą jej artylerii. Dowódcą reduty był mjr Ignacy Dobrzelewski. Obsada reduty składała się z 2 kompanii 1 psp (1 DP), 6 dział, 1 hakownicy, 43 artylerzystów. Działa znajdujące się w reducie były starymi wałowymi działami austriackimi i pruskimi o niewielkiej skuteczności.
Reduta nr 54 była jedną z kilku najlepiej przygotowanych i obwarowanych. Posiadała jednak tylko 1/3 przewidzianej obsady. Była to jedna z przyczyn jej szybkiego upadku.
W dniu szturmu reduta znajdowała się pod ogniem artylerii rosyjskiej przez ok. 2 godziny, co doprowadziło do dużego wstrząsu wśród załogi. W efekcie w trakcie szturmu nie wykorzystano granatów (Kołaczkowski), a tylko prowadzono nieskuteczny ogień karabinowy zza wału. W momencie wdarcia się Rosjan reduta szybko padła, a żołnierzom polskim nie udało się wycofać.
Nastąpił w tym momencie wybuch jednego z dwóch składów amunicji.
Istnieją następujące teorie co do przyczyn eksplozji:
- o przypadkowym zaprószeniu ognia przez Polaków w trakcie wycofywania,
- o wykonaniu przez artylerzystów rozkazu zniszczenia składów amunicji wydanego właśnie przez Ordona w momencie opuszczania szańca przez polską obsadę,
- o spowodowaniu jej przez strzał oddany przez rosyjskiego żołnierza w kierunku polskiego oficera artylerzysty, który schronił się w składzie i odmawiał poddania się[5].

Miało zginąć w niej 100 Rosjan. Zaś ogólne straty rosyjskie to ok. 600 żołnierzy. Zginęło dwóch pułkowników rosyjskich, dowodzący generał Jafimow, a generał Geismar został ranny.

### II wojna światowa
We wrześniu 1939 w czasie kampanii wrześniowej punkt oporu 8 kompanii 40 pułku piechoty prowadzącej walki w obronie Warszawy. 9 września 1939 w okolicy ulicy Wolskiej i reduty Ordona została rozbita niemiecka kolumna czołgów i pojazdów piechoty.

## Kontrowersje

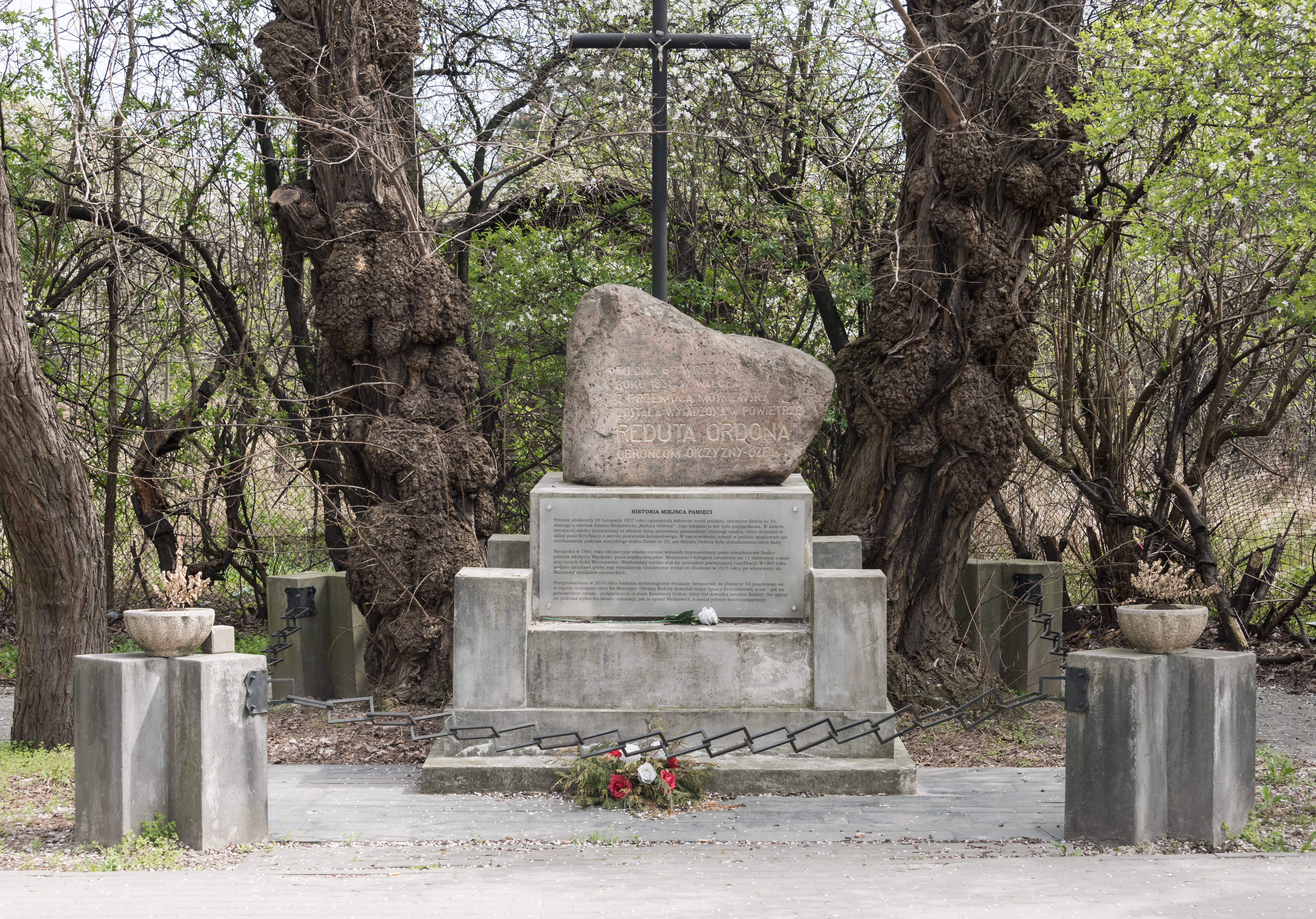
Upamiętnienie reduty przy ul. Mszczonowskiej róg ul. Włochowskiej

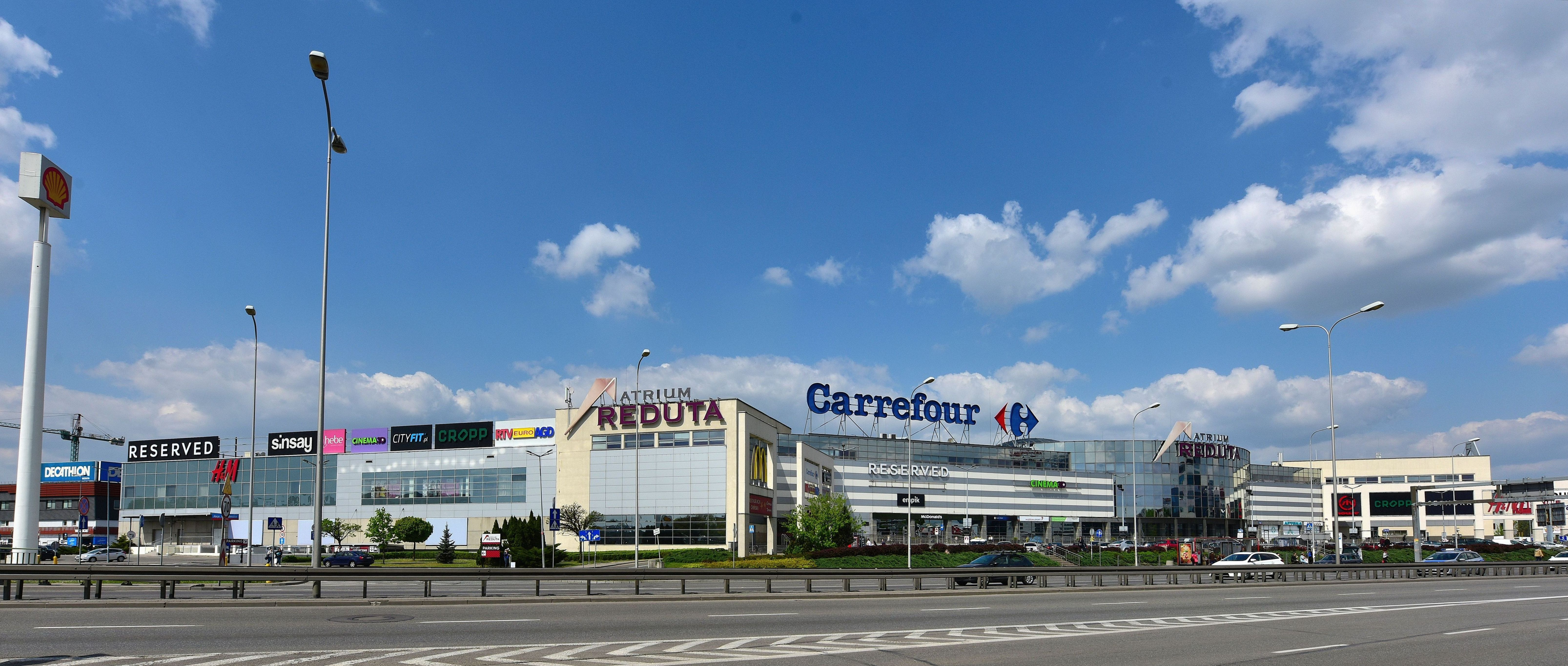
Centrum handlowe Atrium Reduta

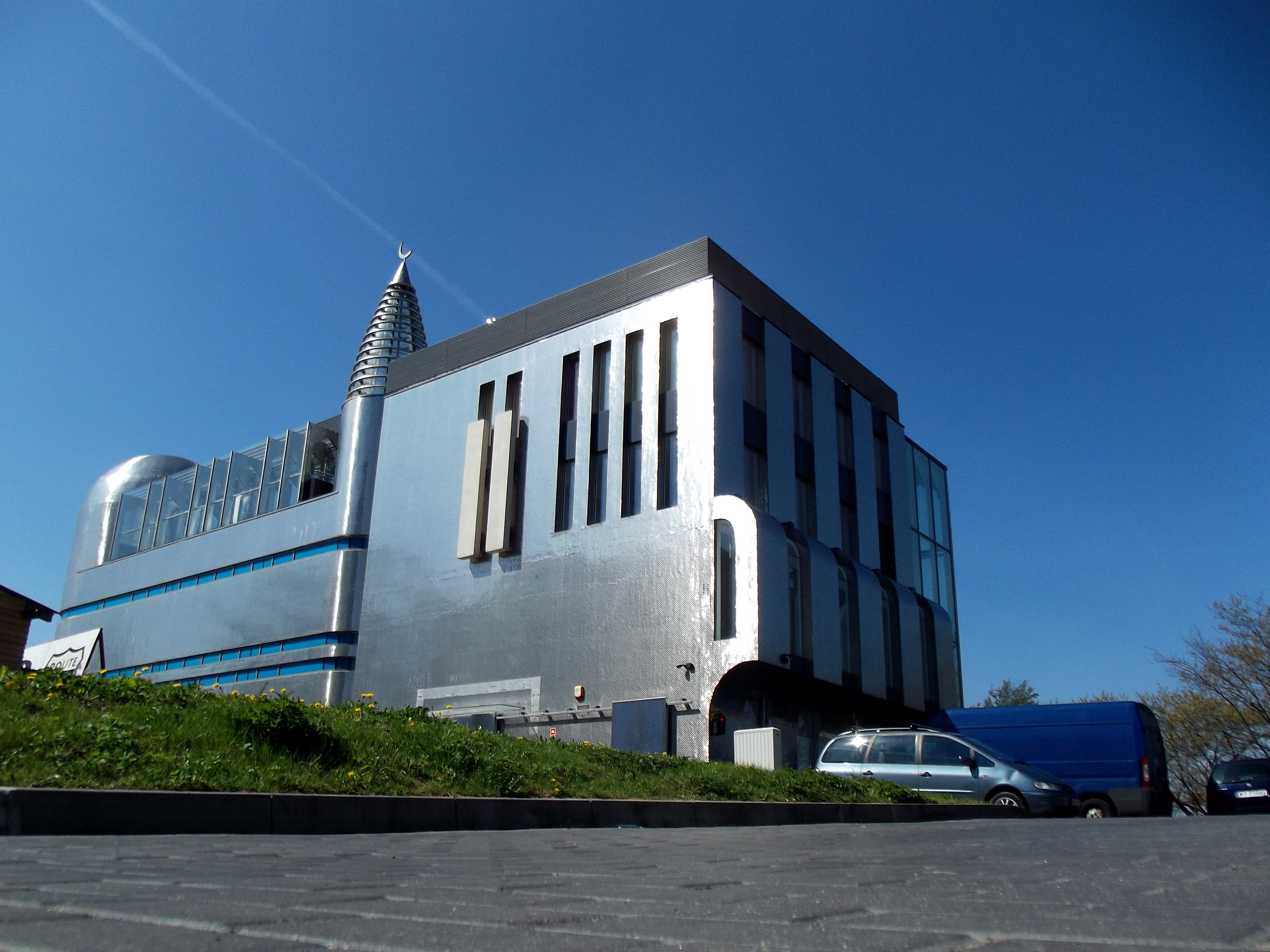
Ośrodek Kultury Muzułmańskiej z meczetem wybudowany w sąsiedztwie terenu reduty

Adam Mickiewicz w swoim wierszu uśmiercił polskiego dowódcę artylerii – ppor. Ordona, gdy tymczasem przeżył on wybuch (był tylko poparzony) i udał się na emigrację. Tam w wieku 77 lat popełnił samobójstwo, a jego grobowiec znajduje się na Cmentarzu Łyczakowskim we Lwowie.
28 listopada 1937 w przeddzień rocznicy wybuchu powstania listopadowego, odsłonięto pamiątkowy kamień, położony obok krzyża.
Na kamieniu wyryto napis:
Tu dnia 6 września roku 1831

w walce z przemocą moskiewską

została wysadzona w powietrze Reduta Ordona.

Obrońcom Ojczyzny cześć!
Jedyną pamiątką po Reducie jest obelisk Reduta Ordona (na rogu ulic Włochowskiej i Mszczonowskiej), nazwa Centrum handlowego Atrium Reduta i stacji Warszawa Reduta Ordona. Nie jest to jednak właściwa lokalizacja dzieła nr 54. W rzeczywistości w miejscu tym znajdowała się nieobsadzona przez żołnierzy reduta nr 55. Następnie w roku 1847 wzniesiono tam obelisk upamiętniający zwycięski szturm Warszawy przez Rosjan roku 1831. Na jego miejscu w 1937 r. postawiono zwieńczony krzyżem głaz pamiątkowy ku czci Reduty Ordona. Tymczasem rzeczywista lokalizacja reduty znajduje się na ul. Na Bateryjce, między ul. Bohaterów Września, Al. Jerozolimskimi, centrum handlowym Blue City i rondem Zesłańców Syberyjskich.
(rzeczywiste położenie Reduty 54 52°12′54″N 20°57′34″E/52,215000 20,959444)
W miejscu, w sąsiedztwie którego prawdopodobnie znajdowała się reduta, znajduje się meczet Ligi Muzułmańskiej RP. Mimo iż przed rozpoczęciem jego budowy miejsce to zostało zbadane przez specjalistów, budowa meczetu budziła kontrowersje związane z żądaniami traktowania zaniedbanej dotąd okolicy jak miejsca spoczynku żołnierzy.

## Badania archeologiczne
28 października 2010 roku na terenie reduty Ordona rozpoczęły się badania archeologiczne mające na celu potwierdzenie lokalizacji reduty przy ul. Na Bateryjce oraz ustalenie jej kształtu. Prawdopodobnie była sześciobokiem otoczonym fosą przystosowanym do obrony okrężnej, wielkości około 200 m, lecz nie jest znany dokładny kształt i nie wiadomo, w którą stronę była skierowana.
W czasie badań archeologicznych prowadzonych w 2013 na terenie reduty 54 wykryto pochówki żołnierskie, identyfikując za pomocą guzików przynależność żołnierzy do:
- 1. Pułku Strzelców Pieszych Królestwa Polskiego,

oraz następujących jednostek rosyjskich:
- 11. pułku jegrów,
- biełozierskiego pułku piechoty,
- ołoneckiego pułku piechoty,
- 22. wołogodzkiego pułku piechoty,
- aleksopolskiego pułku piechoty,
- syberyjskiego pułku grenadierów[13].